# Долішня Диканя
Долішня Дика́ня (болг. Долна Диканя) — село в Перницькій області Болгарії. Входить до складу общини Радомир.

## Населення
За даними перепису населення 2011 року у селі проживали 443 особи, з них 408 осіб (99,0%) — болгари.
Розподіл населення за віком у 2011 році:
Динаміка населення: